# Équipe de France des moins de 21 ans masculine de handball
Cet article traite de l'équipe masculine des -21 ans (junior). Ne pas confondre avec les équipes senior ou des -19 ans
Maillots
Dernière mise à jour : 12 mai 2025.
L'équipe de France des moins de 21 ans masculine de handball représente la Fédération française de handball lors des compétitions internationales des moins de 21 ans, notamment aux championnats d'Europe et aux championnats du monde. Elle est composée de joueurs ayant moins de 21 ans au 1er janvier de l'année en cours[réf. souhaitée]. 
L'équipe est communément appelée les « U21 » et « U21M ». C'est une équipe de catégorie « Junior » (tandis que les U19 sont une équipe de catégorie « Jeunes »).
En 2015, l'équipe remporte son premier titre de champion du monde, puis son second quatre ans plus tard.

## Palmarès détaillé
Source : « Équipe de France masculine U21 », sur Site officiel de la FFHB, Fédération française de handball (consulté le 24 avril 2020)
| - 1997 : médaille de bronze au championnat du monde junior - 2008 : médaille de bronze au championnat d'Europe Junior - 2013 : médaille de bronze au championnat du monde junior - 2015 : Champion du monde junior - 2016 : médaille de bronze au championnat d'Europe Junior - 2017 : médaille de bronze au championnat du monde junior - 2018 : médaille d'argent au championnat d'Europe Junior (en) - 2019 : Champion du monde junior |  | - 1977 : Suède - 12e place - 1979 : Danemark et Suède - 9e place - 1981 : Portugal - 8e place - 1983 : Finlande - 14e place - 1985 : Italie - pas de participation - 1987 : Yougoslavie - 8e place - 1989 : Espagne - 6e place - 1991 : Grèce - 12e place - 1993 : Égypte - pas de participation - 1995 : Argentine - 7e place - 1997 : Turquie - Médaille de bronze - 1999 : Qatar - 4e place - 2001 : Suisse - pas de participation - 2003 : Brésil - pas de participation - 2005 : Hongrie - 14e place - 2007 : Macédoine - 7e place - 2009 : Égypte - 11e place - 2011 : Grèce - 6e place - 2013 : Bosnie - Médaille de bronze - 2015 : Brésil - Champion du monde - 2017 : Algérie - Médaille de bronze - 2019 : Espagne - Champion du monde - 2021 : Hongrie - Compétition annulée - 2023 (en) : / Allemagne/Grèce - 11e place - 2025 (en) : Pologne - à venir |

## Effectifs

### Effectif Champion du Monde en 2019
L'effectif pour le Championnat du monde 2019 est :
- Gardiens : Valentin Kieffer (Sélestat) ; Gauthier Ivah (PSG)
- Ailiers gauche : Antonin Mohamed   (US Ivry) ; Dylan Nahi (PSG) ; Gaël Tribillon  (Fenix Toulouse)
- Arrières gauche : Nori Benhalima  (Chambéry) ; Yoann Gibelin (Créteil) ; Axel Cochery (Ivry) ; Elohim Prandi   (Nîmes)
- Demi-Centre : Noah Gaudin (Cesson-Rennes) ; Kyllian Villeminot (Montpellier)
- Arrière droit : Julien Bos (Montpellier) ; Clément Damiani (Chambéry)
- Ailiers droit : Edouard Kempf (PSG) ; Benjamin Richert (Chambéry)
- Pivots : Robin Dourte (PSG) ; Jonathan Mapu (Saint-Raphaël) ; Tom Poyet (Nîmes)
- 17e joueur : Bastien Soullier (GB, Chambéry)
- Remarques : le pivot-défenseur Hugo Brouzet (Chambéry) a déclaré forfait sur blessure. Elohim Prandi (Nîmes) s'est blessé lors du dernier match de préparation avant d'intégrer l'effectif en huitièmes de finale.

### Effectif vice-champion d'Europe en 2018
L'effectif pour le Championnat d'Europe 2018 est :
- Gardiens : Valentin Kieffer (Sélestat) ; Bastien Soullier (Chambéry)
- Ailiers gauche : Dylan Nahi (PSG) ; Gaël Tribillon (Fenix Toulouse)
- Arrières gauche : Axel Cochery (Ivry) ; Elohim Prandi (Nîmes) ; Yoann Gibelin (Créteil); Aymeric LIPPENS (Dunkerque)
- Demi-Centre : Noah Gaudin (Aix-en-Provence) ; Kyllian Villeminot (Montpellier)
- Arrière droit : Julien Bos (Montpellier) ; Clément Damiani (Chambéry)
- Ailiers droit : Edouard Kempf (PSG) ; Robin Dupont-Marion (Cesson)
- Pivots : Robin Dourte (PSG) ; Hugo Brouzet (Chambéry) ; Tom Poyet (Nîmes)
- 17e joueur : Gauthier Ivah (PSG)
- Autres joueurs ayant participé à la phase de préparation : Jean-Emmanuel Kouassi (Ivry) ; Antonin Mohamed (Ivry) ; Nori Benhalima (Chambéry) ; Antoine Léger (Chambéry) ; Andréa Guillaume (Saran) ; Antoine Jonnier (Montpellier).

### Effectif médaillé de bronze au Mondial en 2017
Remarques : 
- Vincent Maguy a remplacé Junior Scott en cours de compétition.
- Ludovic Fabregas et Benoît Kounkoud n'ont pas été sélectionnés, le premier étant exempté après une longue saison (notamment avec la France A avec laquelle il est vice-champion olympique et championnat du monde) et le second sur blessure.

### Effectif médaillé de bronze au champion d'Europe en 2016
L'effectif médaillé de bronze au Championnat d'Europe 2016 était, :
- Gardiens : Florent Bonneau (Nîmes), Mehdi Harbaoui (Istres) ;
- Pivots : Hugo Kamtchop Baril (Cesson-Rennes), Gabriel Nyembo (Sélestat), Dragan Pechmalbec (Nantes) ;
- Ailiers : Florian Billant (Dunkerque), Yanis Lenne (Sélestat), Étienne Mocquais (Pontault-Combault), Jonathan N'Goma (Dunkerque) ;
- Arrières : Romain Lagarde (Nantes), Vincent Maguy (Cesson-Rennes), Dika Mem (Barcelone), Tom Pelayo (Dunkerque), Melvyn Richardson (Chambéry) ;
- Demi-centre : Lucas Ferrandier (Créteil), Aymeric Minne (Aix).

### Effectif champion du monde en 2015
Remarque : l'âge des joueurs est calculé au 1er aout 2015

### Effectif médaillé de bronze au Mondial 2013
L'effectif de l'équipe de France junior, médaillée de bronze du Championnat du monde 2013 :
- Kevin Mesnard
- Hugo Descat
- Théophile Caussé
- Enzo Cramoisy
- Thomas Tricaud
- Jordan Camarero
- O'Brian Nyateu
- Antoine Ferrandier
- Théo Derot
- Adrien Ballet
- Rémi Desbonnet
- Nicolas Boschi
- Jérémy Toto
- Alexandre Demaille
- Benjamin Bataille
- Quentin Minel
- Antoine Gutfreund
- Jordan Bonilauri

Entraîneurs
- Yohann Delattre
- Jacky Bertholet

### Effectif médaillé de bronze à l'Euro 2008
L'effectif de l'équipe de France junior, médaillée de bronze du championnat d'Europe 2008 (da), était :
- William Accambray
- Xavier Barachet
- Jérémy Darras
- Adrien Dipanda
- Yann Ducreux
- Jordan François-Marie
- Luka Karabatic
- Sébastien Le Goff
- Isaac Legoff Foulquier
- Florent Le Pardellec
- Hugues Mahieux
- Pierre Paturel
- Jordan Perroneau
- Alexandre Pongérard
- Fabien Ruiz Margaria
- Pierre Soudry
- Morgan Staigre

Entraîneur
- Guy Petitgirard

### Effectif médaillé de bronze au Mondial 1997
L'effectif de l'équipe de France espoir, médaillée de bronze du championnat du monde 1997 (da), était :
Gardiens de but
- Thierry Omeyer (Sélestat)
- Stéphane Clémençon (Chambéry)
- Nicolas Lemonne (Gien)

Joueurs de champs
- Xavier Guérin (ACBB)
- Christophe Zuniga (PSG)
- Jean-René Bezançon (ACBB)
- Aymeric Boutrais (ACBB)
- Adriaan Gregory (Montpellier)
- Jérôme Fernandez (Toulouse)
- Stéphane Richardson (PSG)
- Cédric Ignol (Dijon)
- Laurent Busselier (Montpellier)
- Semir Zuzo (Massy)
- Guillaume Gille (Chambéry)
- Yannick Reverdy (Ivry)
- Didier Dinart (Montpellier)

Entraîneur
- Sylvain Nouet

## Sélectionneurs
Parmi les sélectionneurs, on trouve :
- Jean-Pierre Lepointe : de 1985 à 1989
- Sylvain Nouet : de 1989 à 2003
- Yohann Delattre : 2003 à 2005[13]
- Sylvain Nouet : de juillet à août 2005 (intérim)[13]
- Guy Petitgirard : de 2005[13] à 2012
- Jacky Bertholet : 2012 à ?[14]
- Yohann Delattre : de 2012[14],[15] à 2024
- Guillaume Joli : depuis 2024